# Steinen (Schwytz)
Pour les articles homonymes, voir Steinen.
Steinen est une commune suisse du canton de Schwytz, située dans le district de Schwytz.

## Géographie

Photo aérienne (1963)

Selon l'Office fédéral de la statistique, Steinen mesure 11,84 km2.

## Démographie
Selon l'Office fédéral de la statistique, Steinen compte 3 696 habitants fin 2022. Sa densité de population atteint 312 hab./km2.
Le graphique suivant résume l'évolution de la population de Steinen entre 1850 et 2008 :